# Igreja Católica na América
A Igreja Católica na América faz parte da Igreja Católica universal, em comunhão com a liderança espiritual do Papa, em Roma, e da Santa Sé.

## História
A presença católica se desenvolveu a partir do século XVI, com características diferentes de acordo com as áreas.
Na América do Sul, América Central e México, a evangelização dependeu principalmente da Espanha e de Portugal, por meio do catolicismo, e o catolicismo tem sido a forma prevalecente do cristianismo nessas regiões, embora nas últimas décadas tenha havido um aumento acentuado do protestantismo.
Na América do Norte a Igreja Católica era uma presença minoritária contra uma prevalência anglo-saxônica e protestante, (com exceção de algumas regiões do Canadá, ligadas à Igreja Católica na França), composta principalmente por imigrantes e, portanto, fortemente diversificada dentro dela, mesmo com ritos diferentes dos latinos. Nos últimos tempos, no entanto, a Igreja Católica nos Estados Unidos, acabou superando em número as igrejas protestantes.

## Países
O Brasil é o país que abriga o maior número de católicos no mundo. A Igreja Católica é, no entanto, difundida em toda a América Latina, com uma forte tradição popular a seu favor, particularmente no México.
Em todos os países da América Latina, com exceção de algumas ilhas caribenhas, da Guiana e do Suriname, os católicos representam a maioria da população.
O estado com o menor número de católicos na América é a Jamaica.

## Estatísticas
A população católica na América do Norte é de 162 milhões de fiéis, dos quais 15.590.000 fiéis estão no Canadá, ou seja, 43,6% da população, e 71.800.000 fiéis nos Estados Unidos, equivalente a 23% da população, e 74.610.000 fiéis no México, igual a 83% da população.
A população católica na América Central é de 23.260.000 fiéis, equivalente a 58,6% da população.
A população católica na América do Sul chega a 194 milhões de fiéis, ou equivalente a 52% da população.

## Por região

### América do Norte

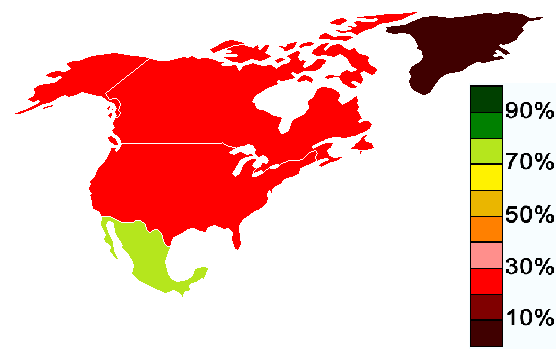
Mapa da América do Norte com a porcentagem de católicos em cada país.

| Canadá         |
| Estados Unidos |
| México         |

### América do Sul

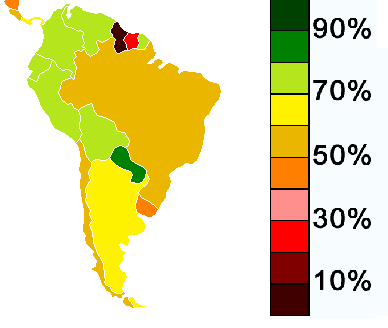
Mapa da América do Sul com a porcentagem de católicos em cada país.

| Argentina |
| Bolívia   |
| Brasil    |
| Chile     |
| Colômbia  |
| Equador   |
| Guiana    |
| Paraguai  |
| Peru      |
| Suriname  |
| Uruguai   |
| Venezuela |

### América Central

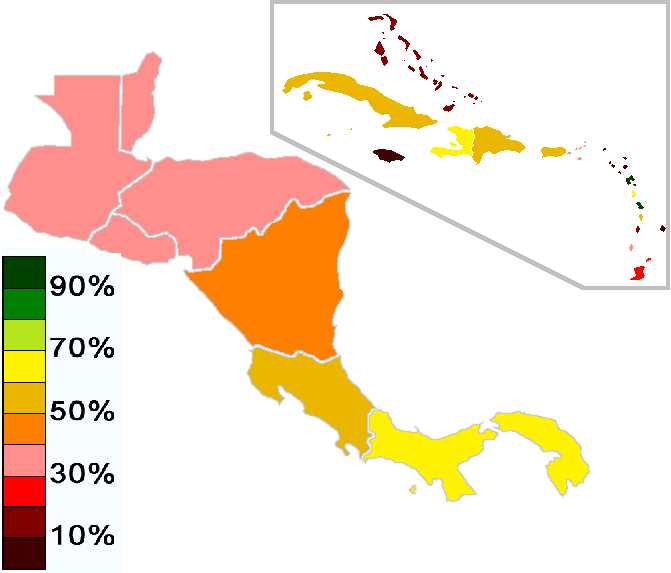
Mapa da América Central com a porcentagem de católicos em cada país.

| Antígua e Barbuda        |
| Bahamas                  |
| Barbados                 |
| Belize                   |
| Costa Rica               |
| Cuba                     |
| Dominica                 |
| El Salvador              |
| Granada                  |
| Guatemala                |
| Haiti                    |
| Honduras                 |
| Jamaica                  |
| Nicarágua                |
| Panamá                   |
| República Dominicana     |
| Santa Lúcia              |
| São Cristóvão e Nevis    |
| São Vicente e Granadinas |
| Trinidad e Tobago        |